# Anisotome deltoidea
Anisotome deltoidea là một loài thực vật có hoa trong họ Hoa tán. Loài này được (Cheeseman) Cheeseman mô tả khoa học đầu tiên năm 1925.